# Brackley Town FC
Brackley Town Football Club is een voetbalclub uit de Engelse plaats Brackley. De club werd opgericht in 1890 en komt uit in de National League. Hoogtepunt uit de clubgeschiedenis is het winnen van de FA Trophy in 2018.
Thuiswedstrijden worden sinds 1974 afgewerkt op St. James Park. De beste prestatie van de club in de FA Cup is het bereiken van de tweede ronde, in 2013/14, 2016/17 en 2020/21.

## Geschiedenis
Brackley Town Football Club werd opgericht in 1890. In de jaren voor de oorlog kwam de ploeg voornamelijk uit in de Oxfordshire League. De wedstrijden werden afgewerkt op Manor Road. Na de oorlog stapten ze over naar de North Bucks League. Hier bleven ze tot 1968, toen ze afzakten naar de Banbury & District League. Gedurende deze tijd had de ploeg ook met Buckingham Road een nieuwe thuisbasis gevonden. Van een luxe sportcomplex was echter geen sprake en de spelers moesten zich omkleden in Plough public house, een nabijgelegen café.
In 1974 verhuisde de club terug naar de North Bucks League en dit viel samen met een verhuizing naar het huidige St. James Park-stadion. De faciliteiten van de voetbalclub werden verbeterd met de bouw van een clubhuis en kleedkamers. Vier jaar later bereikte de ploeg de Hellenic League, waar ze toetraden tot de Division One. Na een zevende plek in het seizoen 1982/83 maakte Brackley Town de overstap naar de United Counties League. Het bleek een goede zet, want de ploeg werd gelijk kampioen in de Division One en promoveerde naar de Premier Division. Ondanks dat Brackley Town in 1988 nog vice-kampioen werd, kende de ploeg begin jaren negentig zware tijden. In het seizoen 1992/93 sloot de ploeg het seizoen af met slechts drie punten (0 overwinningen) uit 42 wedstrijden. Het maakte hun het slechtst presterende Engelse seniorenteam van dat seizoen. De club degradeerde echter niet, doordat andere ploegen niet over de nodige promotiefaciliteiten beschikten. In 1994 besloot Brackley Town terug te keren naar de Hellenic League (Premier Division).
Na drie seizoenen in de Hellenic League werd in 1997 deze competitie gewonnen en ging Brackley Town spelen in de Southern League. Het eerste seizoen in de Midland Division werd afgesloten in de middenmoot. Het volgende seizoen ging het echter mis. Brackley Town werd vanwege haar geografische ligging ingedeeld in de Southern Division. De extra reiskosten eisten hun tol en degradatie terug naar de Hellenic League volgde aan het einde van het seizoen. In 2004 keerde de ploeg terug in de Southern League, na het kampioenschap in de Hellenic League Premier Division. De ploeg startte in de Division One West. Twee jaar later miste de ploeg op een haar na promotie naar de Premier Division. In de play-off finale werd met 3-2 verloren van Hemel Hempstead Town. Een jaar later werd de ploeg kampioen en promoveerde alsnog.
Brackley Town zou uiteindelijk vijf seizoenen spelen in de Premier Division van de Southern League. In het seizoen 2011/12 werd de ploeg met 85 punten kampioen en promoveerde voor het eerst in haar geschiedenis naar de Conference North, het zesde niveau van het Engels voetbalsysteem. Het volgende seizoen eindigde de ploeg uit Brackley als derde en mocht het na afloop van het seizoen meedoen aan de play-offs. In de finale bleek FC Halifax Town met 1-0 te sterk. In 2018 werd Brackley Town weer derde, maar verloor het opnieuw in de play-off finale, ditmaal van Harrogate Town. Een week later won de ploeg de finale van de FA Trophy, door op Wembley Bromley na strafschoppen te verslaan.
Na een aantal mislukte play-off campagnes promoveerde Brackley Town in 2025 dan eindelijk naar de National League door op de laatste speeldag kampioen te worden van de National League North.

## Erelijst
- FA Trophy
  - Winnaar 2017/18
- National League North
  - Kampioen 2024/25
- Southern League
  - Kampioen Premier Division 2011/12
  - Kampioen Division One Midlands 2006/07
- Hellenic League
  - Kampioen Premier Division 1996/97, 2003/04
- United Counties League
  - Kampioen Division One 1983/84
- Northamptonshire Senior Cup
  - Winnaar 2011/12, 2014/15, 2018/19